# Estola basimaculata
Estola basimaculata là một loài bọ cánh cứng trong họ Cerambycidae.